# GLAY SONG BOOK 〜TBS系金曜ドラマ「略奪愛・アブない女」オリジナル・サウンドトラック
GLAY SONG BOOK 〜TBS系金曜ドラマ「略奪愛・アブない女」オリジナル・サウンドトラック（グレイ・ソング・ブック ティービーエスけい きんようドラマ「りゃくだつあい・アブないおんな」オリジナル・サウンドトラック）は日本のロックバンド、GLAYの初のサウンドトラックである。
1998年2月25日にリリースされた。
現在は廃盤。

## 解説
この作品はプロデュースをTAKURO・斉藤ネコ・柏原利勝が担当している。

## 収録曲
- 全曲、作曲：TAKURO

1. 月に祈る #1
  - 編曲：TAKURO・柏原利勝
2. Freeze My Love (orchestra)
  - 編曲：斎藤ネコ
3. 春を愛する人 (orchestra)
  - 編曲：斎藤ネコ
4. HOWEVER (回想のテーマ)
  - 編曲：TAKURO・柏原利勝
5. 都忘れ (orchestra)
  - 編曲：斎藤ネコ
6. Yes,Summerdays (orchestra)
  - 編曲：斎藤ネコ
7. INNOCENCE (orchestra)
  - 編曲：斎藤ネコ
8. 月に祈る #2
  - 編曲：TAKURO・柏原利勝
9. HOWEVER (orchestra)
  - 編曲：斎藤ネコ
10. Trouble On Monday (orchestra)
  - 編曲：斎藤ネコ
11. Miki Piano (別れのテーマ)
  - 編曲：TAKURO・柏原利勝
12. 月に祈る (orchestra)
  - 編曲：斎藤ネコ